# Дом чиновника К. И. Охизина
Дом чиновника К. И. Охизина — памятник архитектуры регионального значения, расположенный в центральной части города Ижевска.

## История
Двухэтажное каменное здание в Пуренговом проулке (ныне — улица Пастухова) в Ижевске было построено в 1914 году в качестве жилого дома для заводского служащего (чиновника), общественного деятеля, личного почётного гражданина города Константина Ивановича Охизина. Часть здания семья Охизиных сдавала как гостиничные номера.
После Революции 1917 года в особняке расположился штаб батальона особого назначения 2-й армии, а также Клуб коммунистов. Осенью 1920 года в доме открылся Клуб имени III Интернационала. В ноябре 1921 года здесь прошёл I областной съезд профсоюзов. Позднее в бывшем доме чиновника располагались комсомольский клуб и Центральный клуб пионеров.
В ноябре 1934 года Областным отделом народного образования были начаты работы по организации в помещениях Центрального клуба пионеров Дома художественного воспитания детей (ДХВД). Организация начала свою деятельность уже в январе следующего года: при ней работали студии музыкального, изобразительного и балетного искусств, а 24 апреля 1935 года при ДХВД был открыт Удмуртский государственный театр кукол.
С 1939 по 1958 годы в бывшем особняке чиновника Охизина работал Дом музыкально-художественного воспитания детей № 5 для музыкально одарённых детей, а 1 июня 1960 года здесь открылась детская школа искусств № 2.
В начале 2010-х годов здание было признано негодным для эксплуатации и признано аварийным. В 2019 году Дом чиновника К. И. Охизина был включён в перечень имущества, подлежащего приватизации, однако год спустя Городской думой был исключён из него в связи с участием в реализации нацпроекта «Культура» по ремонту школ искусств России. Летом 2021 года начался капитальный ремонт здания, по окончании которого в его помещениях планируется открыть Центр, посвященный композитору П. И. Чайковскому, и камерный концертный зал для учащихся школы искусств.

## Охрана
Согласно Постановлению Правительства Удмуртской Республики от 17 сентября 2001 года № 966 «Об отнесении недвижимых объектов историко-культурного наследия народа Удмуртской Республики к категории памятников истории и культуры местного (Удмуртской Республики) значения» Дом чиновника К. И. Охизина является объектом культурного наследия народов России регионального знаечния.